# Eyedress
Eyedress, pseudonimo di Idris Ennolandy Vicuña (Manila, 28 maggio 1990), è un cantante filippino.

## Biografia
Nato a Manila, nella sua giovane età si è stabilito con la famiglia in Arizona, per poi trasferirsi in California all'età di 13 anni. La pubblicazione del suo primo EP Supernatural, reso disponibile dalla Abeano, parte della XL, risale al 2013.
Qualche anno più tardi è andato in tournée negli Stati Uniti d'America, a supporto del secondo album in studio Sensitive G. Il disco successivo Let's Skip to the Wedding, classificatosi all'interno della Albumų Top 100 lituana, ha prodotto l'estratto Jealous, certificato oro in Australia, Polonia e nel Regno Unito, doppio platino in Canada e triplo platino negli Stati Uniti, accumulando in questo modo oltre 3 545 000 unità di vendita certificate.
Nel 2021 sono stati messi in commercio i dischi Mulholland Drive e Affable with Pointed Teeth; quest'ultimo in collaborazione con YungMorpheus. L'artista ha inoltre partecipato al Riot Fest annuale di Chicago.

## Discografia

### Da solista

#### Album in studio
- 2017 – Manila Ice
- 2018 – Sensitive G
- 2020 – Let's Skip to the Wedding
- 2021 – Mulholland Drive
- 2021 – Affable with Pointed Teeth (con YungMorpheus)
- 2022 – Full Time Lover
- 2025 – Stoner

#### EP
- 2013 – Supernatural
- 2018 – Alone Time
- 2020 – Don't Drial 911 (con N8Noface)

#### Mixtape
- 2012 – Moisture (con Lofty305)
- 2014 – Hearing Colors
- 2019 – Dark Web DMT (con Lil DMT)
- 2022 – Shroom Tapes, Vol.1 (con Natia)
- 2024 – Vampire in Beverly Hills

#### Singoli
- 2013 – Nature Trips
- 2014 – Teen Spirits
- 2014 – My Hologram
- 2014 – When I'm Gone (feat. Georgia)
- 2015 – Where My Girl At?
- 2016 – Sofia Coppola
- 2018 – Gwapo ko galing sa'yo
- 2018 – Toxic Masculinity
- 2018 – Be a Better Friend
- 2018 – Stay Calm
- 2019 – I Don't Wanna Be Your Friend
- 2019 – Trauma
- 2019 – Jealous
- 2020 – Let's Skip to the Wedding
- 2020 – Can I See You Tonight?
- 2020 – Last Time I'm Falling in Love
- 2020 – 8Ball (con Natia)
- 2020 – On Fye (con i Simps)
- 2020 – Cotton Candy Skies (con Elvia)
- 2020 – Four Week Cure (con YungMorpheus)
- 2021 – Something About You
- 2021 – Prada
- 2021 – 5racks4thafit (con 10kdunkin)
- 2021 – Golem (con Cashcache!)
- 2021 – Chad an Gordy
- 2022 – House of Cards
- 2022 – Still in Love
- 2022 – Song 2
- 2023 – Flowers & Chocolate
- 2023 – Escape from the Killer
- 2023 – Teen Mom
- 2023 – Dark Prince (feat. Mac DeMarco)
- 2023 – My Simple Jeep (feat. Mac DeMarco)
- 2023 – Separate Ways (feat. The Marías)
- 2023 – Sadie Hawkins Prom
- 2023 – A Room Up in the Sky (feat. The Marías)
- 2023 – Snowing in LA
- 2024 – Mrs. Valentine
- 2024 – Drivin'
- 2024 – Make It Out the Hood (con la TopRankGang)
- 2024 – Occasional Stoner
- 2025 – Satan's Son (feat. Matt Sweeney)

### The Simps
- 2022 – Siblings